# Little Cornwallis Island
Little Cornwallis Island ist eine unbewohnte Insel der Königin-Elisabeth-Inseln im kanadischen Territorium Nunavut. 

## Lage
Die Insel liegt im McDougall-Sund.
Von der Cornwallis Island im Osten wird sie durch die Pullen Strait getrennt, von Bathurst Island im Westen durch die Crozier Strait.
Die Insel besteht aus zwei fast gleich großen Teilen, die durch einen schmalen Isthmus miteinander verbunden sind. 
Little Cornwallis Island hat eine Fläche von 412 km². Die höchsten Erhebungen auf der südwestlichen als auch auf der nordöstlichen Teilinsel erreichen eine Höhe von etwa 130 m.

## Polaris Mine
Im äußersten Süden von Little Cornwallis Island liegt die Polaris Mine, die am nördlichsten gelegenen Mine der Welt, in welcher unedle Metalle abgebaut wurden. 
Auf der Suche nach Erdöl wurden 1960 Zink- und Blei-Lagerstätten auf der Insel entdeckt.
Cominco erwarb das Gebiet. 1970 wurde eine starke Schwereanomalie festgestellt.
Bis 1973 wurde die Polaris-Erzlagerstätte erkundet und dessen Größe auf 25 Millionen Tonnen Material bestehend aus 14 % Zink und 4 % Blei geschätzt.
Eine Fördereinrichtung wurde auf einem Lastkahn von Trois-Rivières zur Insel geschafft.
Mitte August 1981 erreichte diese die Insel.
Die Förderung begann 1982.
Eine Landepiste, die von Boeing 727 und Boeing 737 genutzt wurde, ermöglichte den Luftverkehr zur Mine.
Im August 2002 war die Erzlagerstätte weitgehend ausgebeutet und die Förderung wurde eingestellt.
Zwischen 1982 und 2002 wurden 21 Millionen Tonnen Erz mit einem durchschnittlichen Gehalt von 3,72 % Blei und 15,81 % Zink gefördert.
Daraus wurden 733.800 Tonnen Blei und 2,8 Millionen Tonnen Zink gewonnen.